# Cua xe tăng
Cua xe tăng (Danh pháp khoa học: Cardisoma carnifex) là một loài cua cạn khổng lồ thuộc họ cua cạn Geocarcinidae. Cua xe tăng là loài cua cạn to nhất Việt Nam, và bán đảo Đông Dương.

## Từ nguyên
Tên khoa học của giống Cardisoma của loài cua này có nguồn gốc từ tiếng Latinh với sự kết hợp của hai nhóm từ: Cardi có nghĩa là trái tim và soma có nghĩa là cơ thể, do hình dạng mai của chúng trông rất giống hình trái tim. Loài cua này còn có đồng danh khác như Cardisoma obesum Dana, 1851; Cardisoma urvillei Milne Edwards, 1853; Perigrapsus excelsus Heller, 1865; Cardisoma carnifex Miers, 1886; Cardisoma guanhumi var. carnifex Ortmann, 1894; Cancer hydrodromus Herbst, 1796. Ở Việt Nam, chúng được gọi với cái tên chung chung mang tính hỗn danh là cua xe tăng vì trông nó bò giống như chiếc xe tăng.

## Phân bố
Trên thế giới, cua xe tăng phân bố rất rộng châu Phi và biển Inđo - Thái Bình Dương, kể cả đảo Fiji. Dân đảo Fiji đã đưa hình loài cua quý hiếm này vào tem thư của đảo quốc. Ở Việt Nam, duy nhất có vườn quốc gia Côn Đảo, khu vực rừng ngập mặn là có loài cua này. Cua xe tăng có mặt ở vườn quốc gia Côn Đảo đã lâu. Chúng chưa có tên trong sách động vật chí và mỗi lần nhắc đến loài này, cua xe tăng có thể sống ở vùng ngập mặn Côn Đảo mà không thể sống ở các vùng rừng ngập mặn khác như Cần Giờ, Cà Mau.

## Đặc điểm

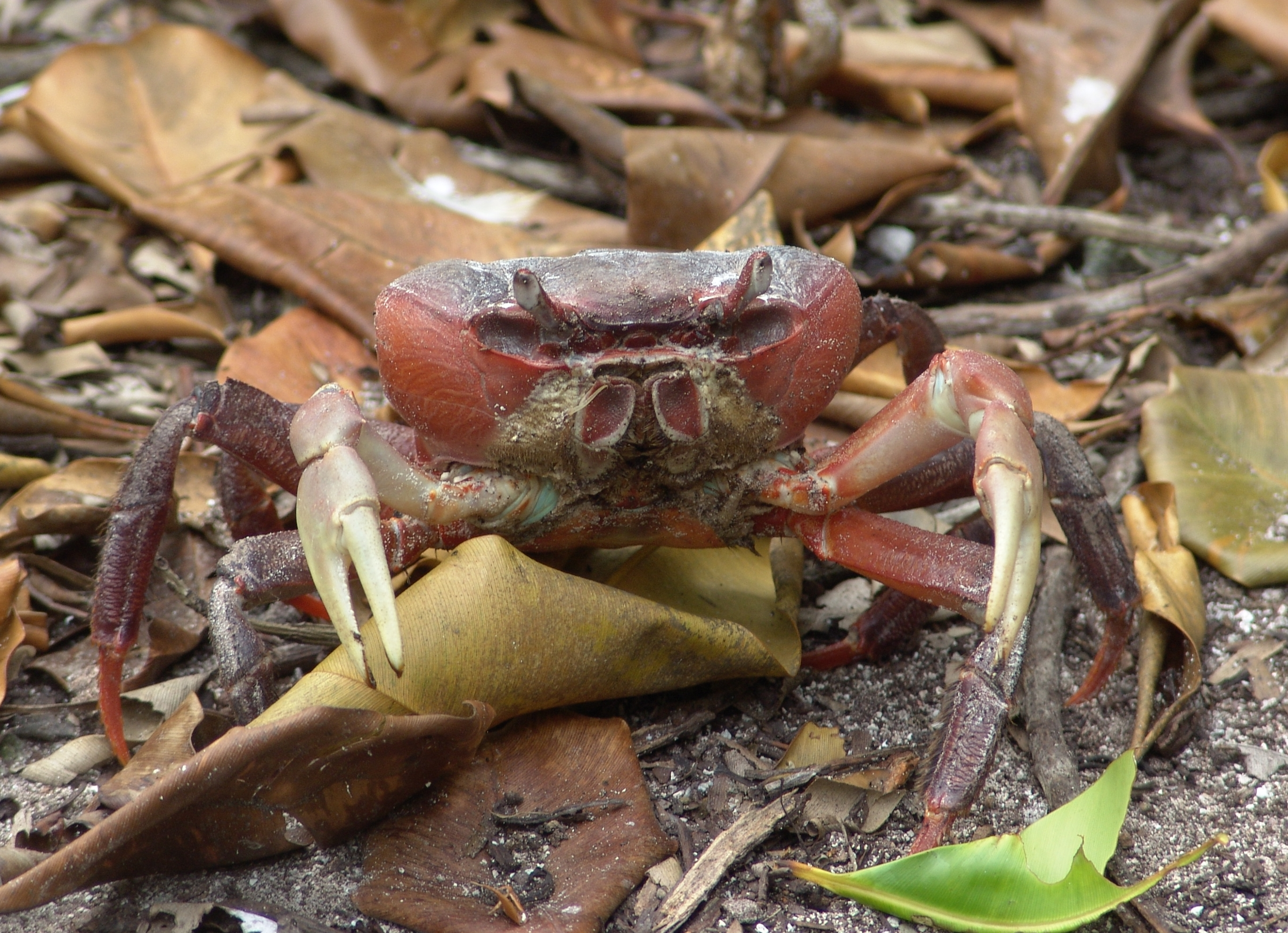
Một con cua xe tăng

Cua có chiều dài mai có thể hơn 10 cm, khối lượng của chúng tầm một ký. Màu sắc mai cua có màu hạt dẻ (nâu sẫm). Cua xe tăng là loài ăn tạp, đôi càng to dị hình bên to, bên nhỏ và chắc khoẻ của chúng đủ sức xé lá và ăn các loài thực vật, chân bơi sau cùng biến thành chân để bò, các gai trên mai cũng đã tiêu biến hoàn toàn, thích nghi với đời sống hang. Hang cua xe tăng có thể sâu đến 2m. Cua xe tăng có thể đào hang sâu đến 2m với đường kính hang 8 – 12 cm.
Cua xe tăng có bản tính nhát người, vừa bò nhanh vừa nấp kỹ. Mặc dù sống trong hang ở trên cạn vùng chân triều hoặc những bãi cát, sình pha đá trên mực nước triều nhưng cua xe tăng phải di cư ra biển để đẻ trứng, do đó là nơi có nhiệt độ nước ổn định và giàu thức ăn, thích hợp cho ấu trùng phát triển. Vòng đời của ấu trùng trải qua năm giai đoạn giai đoạn đầu kéo dài 22 - 25 ngày, sau đó chuyển qua giai đoạn ấu trùng mắt to.
Lúc này chúng trôi nổi trong các đại dương cho đến khi hình thái bên ngoài phát triển giống với cua xe tăng trưởng thành. Tuy nhiên, kích cỡ lúc này chỉ vài milimet. Sau đó, cua con sẽ tìm đường trở về nơi tổ tiên chúng từng sống. Loài cua xe tăng phân bố rộng vì các giai đoạn ấu trùng của loài này chu du trong các vùng nước ấm của đại dương, bị gió dạt sóng xô rồi bằng cách nào đó các cua non lại trở về nguồn.